# Morten Skjønsberg
Morten Skjønsberg est un footballeur norvégien, né le 12 février 1983 à Bærum en Norvège. Il évolue comme stoppeur.

## Sélection nationale
- Norvège : 1 sélection

Morten Skjønsberg obtient son unique sélection en entrant en cours de jeu le 19 novembre 2008 contre l'Ukraine à Dniepropetrovsk lors d'une défaite (0-1) en match amical.

## Palmarès
Stabæk
- Champion de Norvège (1) : 2008
- Champion de D2 norvégienne (1) : 2005